# Bundee Aki
Fua Leiofi Bundellu Aki (Auckland, 7 de abril de 1990) es un rugbista que representa a Irlanda, nacido en Nueva Zelanda, que se desempeña como centro y juega en el Connacht Rugby del internacional United Rugby Championship. Es internacional con el Trébol desde 2017.

## Biografía
Sus padres nacieron en Samoa, tiene cinco hermanos y se crio en el suburbio de Ōtāhuhu. En su infancia un entrenador lo apodó «Bundee».
Destacó jugando al rugby en la escuela secundaria y tras egresar trabajó como cajero de un banco.
Actualmente vive en Oranmore, un suburbio de Galway, junto a su esposa y sus cuatro hijos.

## Carrera
Cuando vivió en Malasia jugó para los Borneo Eagles de Sabah.

### Nueva Zelanda
Debutó en la primera de los Counties Manukau Steelers en la ITM Cup 2011 y para la ITM Cup 2012 ya era titular indiscutido. Esa temporada los Steelers ganaron la competencia y ascendieron a la Primera División.
Mantuvo la titularidad en la Primera División y marcó importantes tries en las eliminatorias.
En la ITM Cup 2014 no anotó ningún try y su última aparición fue la victoria 41–18 sobre Auckland, en octubre.

### Súper Rugby
En septiembre de 2012 se anunció su contratación por los Chiefs, los reinantes campeones del poderoso Súper Rugby. Se ganó la titularidad para la temporada 2013, marcó cinco tries y los Chiefs ganaron su segundo título.
La temporada 2014 fue su última al máximo nivel, ya que al finalizar se marchó al Connacht Rugby irlandés.

### Irlanda
Llegó como refuerzo para la temporada 2014-15, el segundo jugador de los Chiefs; tras Craig Clarke la temporada anterior. Rápidamente se convirtió en titular, demostrando su potencia física y sobresaliendo en el ataque.
En octubre de 2017 se volvió elegible para jugar con Irlanda, después de completar tres años de residencia en el país y renovó con su club hasta 2020.
En noviembre de 2019, firmó una nueva extensión de tres años de su contrato y declaró: «Estoy realmente agradecido por la oportunidad que se me ha brindado de representar tanto a Connacht como a Irlanda y estoy encantado de ampliar mi contrato (...) Desde el inicio de mi debut con la camiseta irlandesa, mi familia y yo hemos tenido un gran apoyo».

## Selección nacional

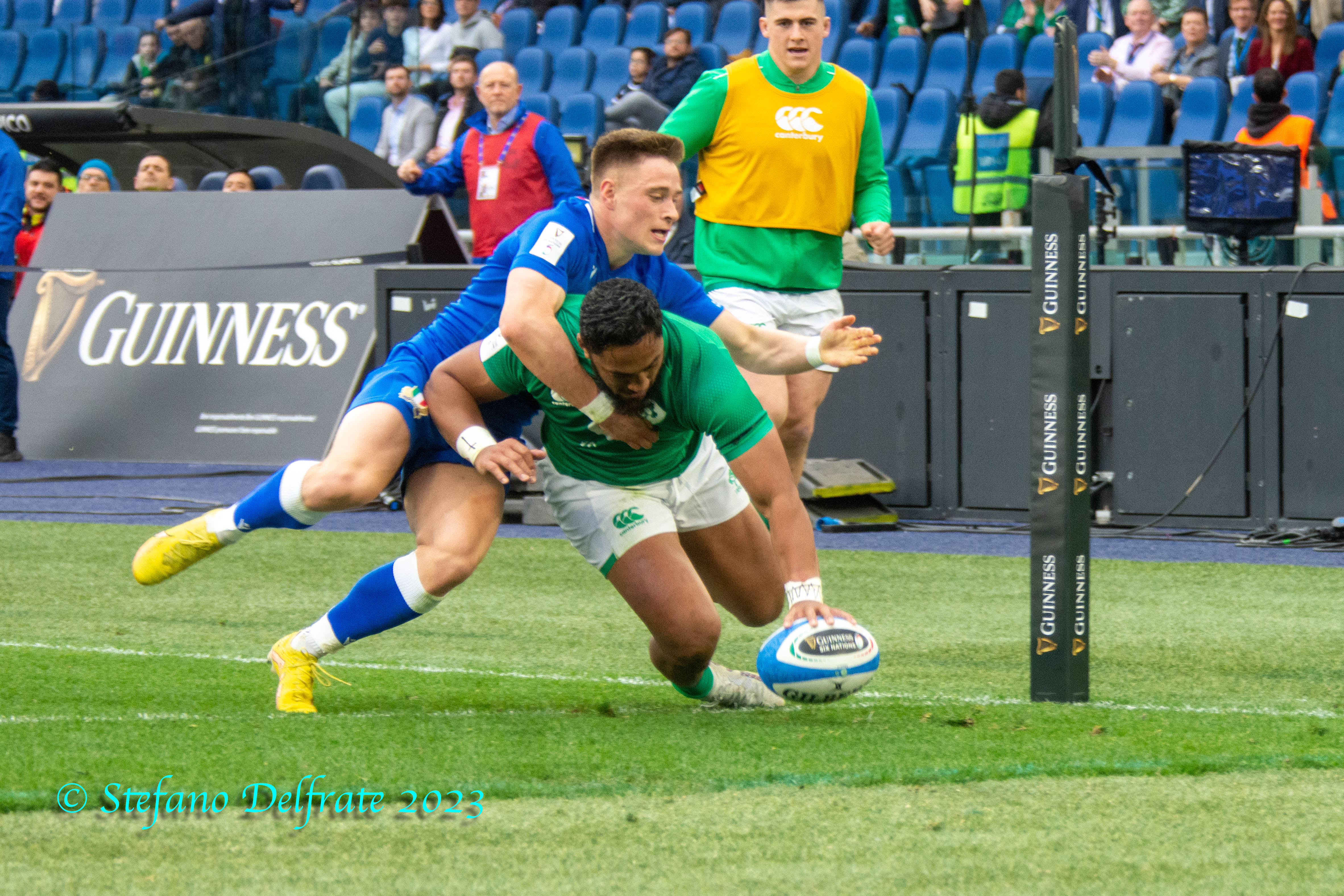
Marcando un try a Italia, 6 Naciones 2023.

El neozelandés Joe Schmidt lo convocó al Trébol para disputar las pruebas de fin de año 2017. Su inclusión se produjo cuando un número creciente de rugbistas se clasificaban para jugar en una nación extranjera basándose en la regla de residencia de tres años, lo que provocó un gran debate sobre las reglas de elegibilidad.
Parte de la prensa declaró que Aki no tenía una conexión real con Irlanda, que se estaba interponiendo en el camino del talento irlandés y cuestionó los problemas de lealtad. Su selección fue criticada por los exinternacionales Neil Francis y Luke Fitzgerald (que en general criticó la regla de residencia), pero apoyada por Simon Easterby, Chris Farrell y Alan Quinlan. El internacional Connor Murray y el exentrenador Eddie O'Sullivan, aunque criticaron la regla de residencia, defendieron a Bundee de las críticas. Aki reconoció las críticas y admitió que una gran parte de su motivación para mudarse a Irlanda fue jugar rugby internacional, y señaló que esperaba poder enorgullecer al país.
Debutó en la histórica victoria contra los Springboks y jugó los 80 minutos completos. Dos semanas más tarde jugó contra Argentina, nuevamente participando durante todo el partido en la victoria por 28–19.
En el Torneo de las Seis Naciones 2018 fue el único centro que jugó todos los partidos, ya que Garry Ringrose, Robbie Henshaw y Chris Farrell resultaron lesionados, e Irlanda ganó el Grand Slam. Durante las pruebas de mitad de año 2018, el Trébol le ganó una serie a los Wallabies por vez primera desde 1979.
En las pruebas de fin de año 2018 fue titular contra los All Blacks, en la histórica primera victoria de local. También jugó los cinco partidos del Seis Naciones 2019, en una decepcionante defensa del título.
Durante el Seis Naciones 2021 fue suspendido por cuatro fechas, tras hacer un tackle alto al inglés Billy Vunipola. Se consagró campeón del Seis Naciones 2023, donde Irlanda ganó su cuarto Grand Slam.

### Participaciones en Copas del Mundo
Schmidt lo llevó a Japón 2019 como titular indiscutido, pero fue expulsado contra Samoa al minuto 29 y la suspensión lo dejó afuera del resto del torneo.
| Mundial                       | Sede    | Resultado        | PJ | Tries |
| ----------------------------- | ------- | ---------------- | -- | ----- |
| Copa Mundial de Rugby de 2019 | Japón   | Cuartos de final | 3  | 0     |
| Copa Mundial de Rugby de 2023 | Francia | Cuartos de final | 5  | 5     |

Andy Farrell lo convocó a Francia 2023 como titular indiscutido, para formar la línea con Garry Ringrose y el capitán Jonathan Sexton.

### Leones
El neozelandés Warren Gatland lo seleccionó a los Leones Británicos e Irlandeses en 2021, para jugar la decimocuarta gira a Sudáfrica. Con 31 años, Aki sólo jugó la prueba final contra los Springboks y no marcó puntos.

## Palmarés y distinciones notables

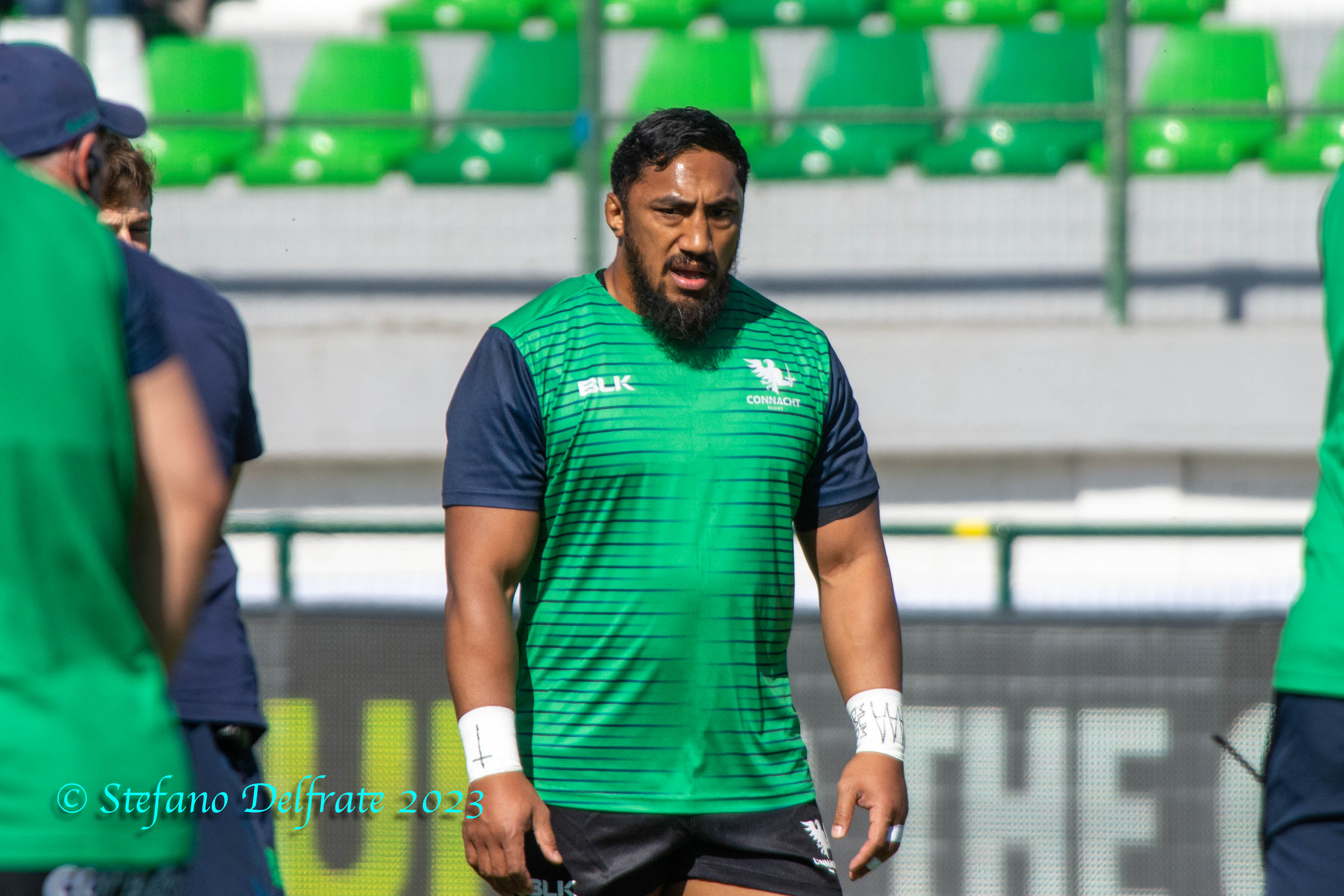
Entrenando en Connacht, 2022.

- Campeón del Torneo de las Seis Naciones de 2018 y 2023.
- Campeón del Súper Rugby de 2013.
- Campeón de la United Rugby Championship de 2015–16.
- Campeón de la ITM Cup de 2012.
- Seleccionado por los British and Irish Lions para la gira de 2021 en Sudáfrica [56]